# Dampmart
Dampmart település Franciaországban, Seine-et-Marne megyében. Lakosainak száma 3655 fő (2022. január 1.). Dampmart Thorigny-sur-Marne, Annet-sur-Marne, Chalifert, Chessy, Jablines, Lagny-sur-Marne és Montévrain községekkel határos.

## Népesség
A település népességének változása:
| Lakosok száma | 3195 | 3309 | 3414 | 3375 | 3404 | 3417 | 3517 | 3586 | 3655 |
|               | 2013 | 2015 | 2016 | 2017 | 2018 | 2019 | 2020 | 2021 | 2022 |